# Henry Moore

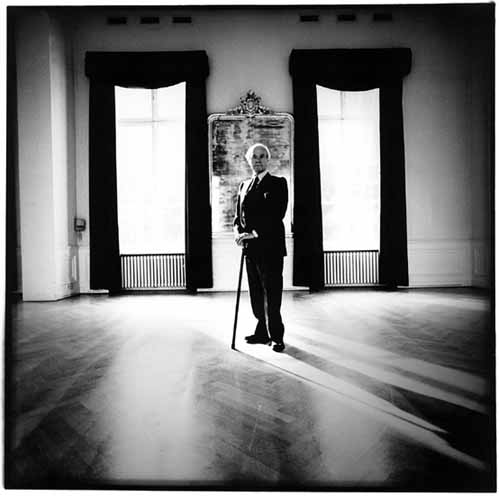
Henry Moore. Zdjęcie wykonane przez niemieckiego fotografa, Lothara Wolleha

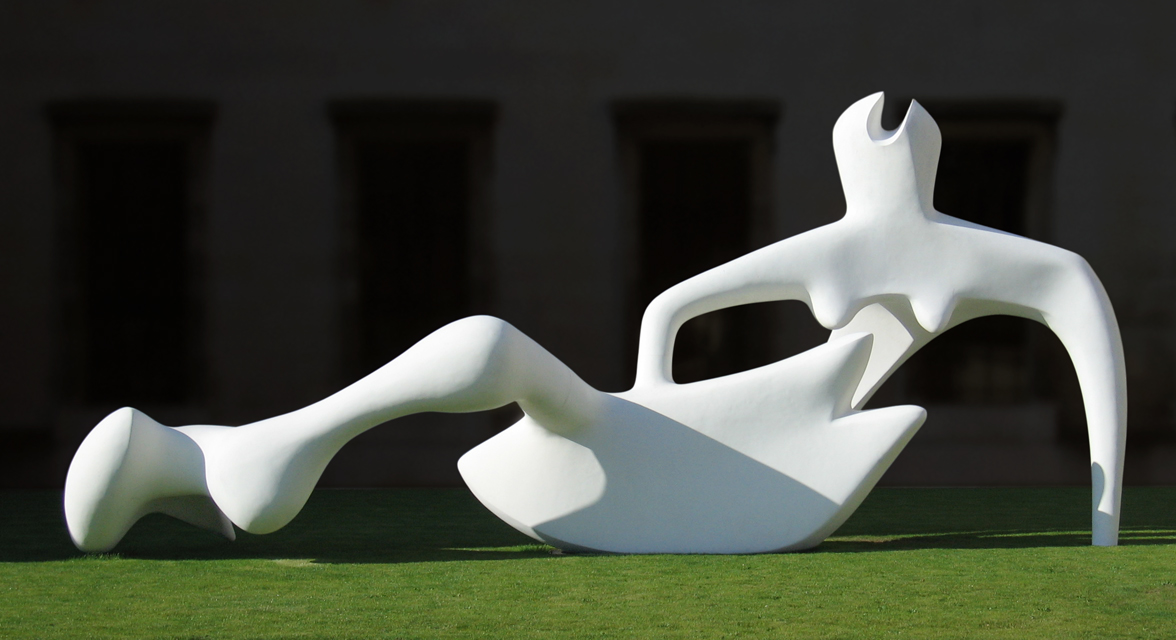
Leżąca figura (1951), Fitzwilliam Museum, Cambridge.

Henry Spencer Moore (ur. 30 lipca 1898 w Castleford, zm. 31 sierpnia 1986 w Much Hadham) – brytyjski rzeźbiarz, rysownik i grafik; przedstawiciel abstrakcji organicznej, która w jego twórczości harmonijnie współistniała z kompozycją figuralną.
W latach 30. XX wieku był jedną z najważniejszych postaci w sztuce brytyjskiej, a już w następnej dekadzie także światowej. Jego prace wywierały istotny wpływ na całe pokolenia rzeźbiarzy. Odznaczony Orderem Towarzyszy Honoru (1955) i brytyjskim Orderem Zasługi (1963). Laureat Nagrody Erazma (1968).

## Życiorys
Głównym ich tematem była pojedyncza postać ludzka lub grupa, traktowana monumentalnie, i w syntetycznej formie. Jako rzeźbiarz, Henry Moore miał bardzo mocno rozwiniętą świadomość kształtu. Zdawał sobie sprawę, że wśród całego bogactwa form naturalnych, jakie nas otaczają, można znaleźć takie, które są dla człowieka szczególnie istotne – te właśnie rozpoznawał i używał w swojej sztuce. Dzieło sztuki według Moore’a jest koncentracją sił witalnych, przedstawionych w syntetycznej, zintegrowanej formie. Artysta sformułował zasady tworzenia rzeźby abstrakcyjnej jako przemiany bezładnej bryły w kompozycję zachowującą ciągłość ze swoim otoczeniem powietrznym. Reprezentował kult szlachetnego autentycznego materiału (drewno, brąz, marmur).

## Ewolucja twórczości
Przed 1939 rokiem działalność Moore’a charakteryzowała się:
- odniesieniem do materiału rzeźbiarskiego jako takiego (rzeźba w kamieniu powinna wyglądać jak kamień, a nie jak ciało, włosy, tkanina itp.),
- odrzuceniem pojęcia piękna w znaczeniu klasycznym i zastąpieniem go ideałem siły witalnej,
- formalną dyscypliną,
- kreacją, a nie naśladownictwem.

W latach trzydziestych XX wieku prace Moore’a stały się mniej przedstawiające, bardziej abstrakcyjne, chociaż artysta właściwie nigdy nie przekroczył granicy czystej abstrakcji. Wyraźna synteza formy przedstawiającej miała na celu uwypuklenie treści psychologicznych i zwiększenie intensywności ich oddziaływania. Także wtedy pojawiły się jego pierwsze prace wydrążone („Interior/Exterior Forms”). Ten zabieg formalny służył artyście do ukazania przestrzeni wewnętrznej rzeźby, a także zacierał granice pomiędzy obiektem a jego otoczeniem (podobne poszukiwania, choć niezależnie prowadziła na gruncie konstruktywizmu w Polsce Katarzyna Kobro).
W czasie wojny, artysta wykonał serie znakomitych „Rysunków ze Schronów”, przedstawiających ludzi chroniących się przed nalotami w tunelach londyńskiego metra.
Po wojnie wykonywał głównie brązy, kontynuując pracę we własnym stylu abstrakcji organicznej. Wtedy też powstało najwięcej dzieł monumentalnych, przeznaczonych zarówno dla przestrzeni miejskiej, jak i dla otwartego krajobrazu.

## Inspiracje

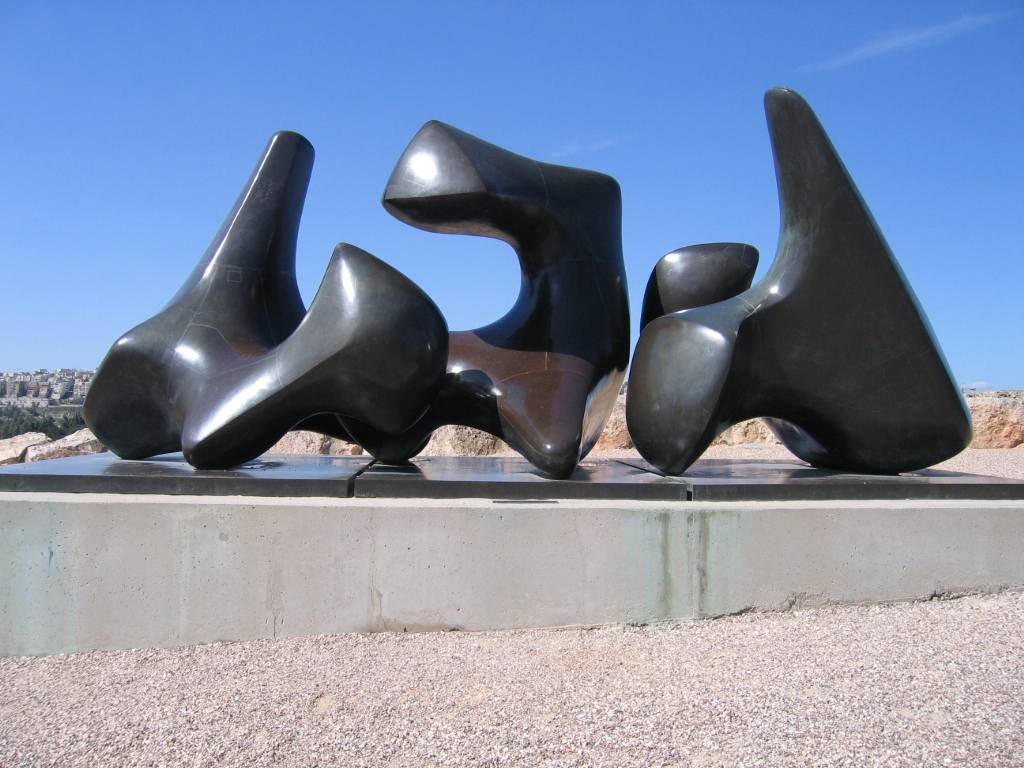
Rzeźba Henry’ego Moore’a przed Muzeum Żydowskim w Izraelu

W twórczości Moore’a wyodrębnić można trzy silne inspiracje:
1. sztukę starożytną i prymitywną (przede wszystkim egipska, sumeryjska, prekolumbijska, afrykańska – poznane dzięki zbiorom The British Museum), oraz rzeźby afrykańskie, meksykańskie, etruskie; na temat ich wpływu sam wielokrotnie się wypowiadał, był także zaangażowany w badanie tej sztuki – publikował na jej temat wiele eseistycznych artykułów, np. Mesopotamian art, czy Primitive.
2. współczesne prace Modiglianiego, Brâncușiego, Picassa i ogólnie kubizmu, oraz surrealistów, które oglądał podczas częstych wizyt w Paryżu; wpływy te były przez niego samego podkreślane, np. w wywiadzie z 1947 r.
3. wreszcie renesansowa sztuka włoska, a głównie takich artystów, jak Giotto di Bondone, Masaccio i Michał Anioł. Ze sztuką włoską zetknął się w czasie podróży do Włoch, z których pierwsza miała miejsce w 1926 r. O Giotto powiedział, że „jego malarstwo to najwspanialsza rzeźba, jaką widziałem we Włoszech”, natomiast Michała Anioła określał jako „an absolute superman”.

Oprócz tych źródeł na twórczość Moore’a ogromny wpływ miała natura. Istotną rolę dla Moore’a odgrywała obserwacja przyrody i jej form, np. drzew, głazów, muszli. „Przestrzeń, odległości, pejzaż, rośliny, kamienie, kości – wszystko to oddziałuje na mnie i daje mi nowe pomysły” – pisał Moore. Był namiętnym zbieraczem różnych okazów przyrodniczych, kolekcjonował muszle, kamienie, kawałki drewna, a inspiracje tymi biomorfocznymi kształtami znajdziemy w całej jego twórczości. Jak twierdził, „rzeźba musi mieć w sobie życie, siłę witalną, musi dawać uczucie organicznej formy, określonego patosu i ciepła”. Uważał też, że czysta abstrakcja byłaby lepiej realizowana w architekturze. To uwielbienie dla natury przekładało się także na stosunek do krajobrazu, który cenił nie tylko jako źródło inspiracji: mówił, że najchętniej ustawiłby rzeźbę w jakimkolwiek krajobrazie, niż pozwoliłby na umieszczenie jej w nawet najpiękniejszym budynku, gdyż rzeźba jest sztuką open air, otwartej przestrzeni.

## Tematyka
Moore wszędzie dookoła widział tematy dla swojej twórczości. Jak mawiał, może doprowadzić się do stanu, w którym cały pokój i każdy w nim obiekt mogą stać się inspiracją dla jego rzeźb, wspominając nawet w tej samej wypowiedzi o daliach, które byłyby idealnym tematem, bo można by wykorzystać rytm ich liści. Jego fascynacja naturą, otaczającym go światem form organicznych właściwie nigdy nie gasła.
Rzeźby Moore’a nigdy nie są symboliczne. Autor nie nadaje im skomplikowanych tytułów, zawsze nazywając je figurami, kompozycjami czy prostymi określeniami jak ‘matka i dziecko’, ale nigdy ‘macierzyństwo’.
Główną ideą i tematem bogatej sztuki Henry Moore’a jest człowiek, a konkretnie figura ludzka, powtarzająca się w różnych okresach jego twórczości jako motyw odpoczywającej postaci kobiecej lub przedstawiona w kameralnych grupach, najczęściej w układzie postaci, matka i dziecko lub rodzina.
Czy dzieło Moore’a można poddawać analizie? Jak on sam powiedział, niegdyś, w latach 60., psychiatra ze szkoły Junga napisał o nim książkę, omawiającą archetypiczny świat Moore’a, i wysłał ją artyście z prośbą o przeczytanie. Moore po pierwszym rozdziale przerwał lekturę, bo stwierdził, że mówi to zbyt dużo o nim samym, i że zbyt wyjaśnia jego motywy. Obawiał się bowiem, że go to powstrzyma przed badaniem własnej głębi, własnym przekazem. Stwierdził: „Gdybym był poddany psychoanalizie, mógłbym przestać być rzeźbiarzem, a tego bym nie chciał”.

## Figura ludzka

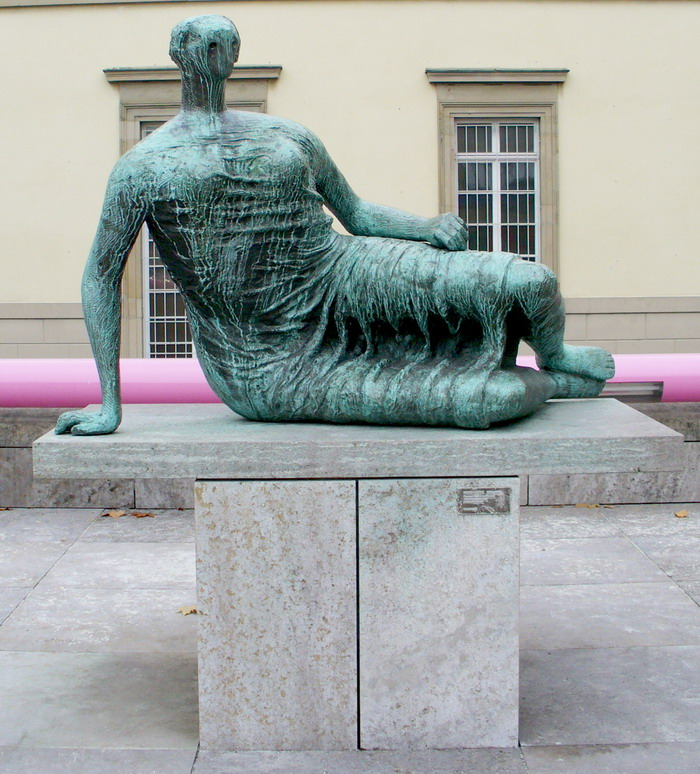
Rzeźba Moore’a w Neue Staatsgalerie w Stuttgarcie

Jak powiedział sam Moore, w całej jego twórczości przewijały się dwa motywy:
- leżącej postaci (pierwsza z tych realizacji inspirowana rzeźbą Majów)
- matki z dzieckiem,

przy czym uwaga, jaką poświęcał tematowi matki z dzieckiem była prawdopodobnie większa. Leżąca figura była dlań całkowitą obsesją, i taką samą stała się relacja zachodząca pomiędzy matką i dzieckiem. Jak sam mówił, nie lubił powtarzać doświadczeń z jednego tematu, ale od tego zagadnienia nie mógł uciec. Ogólnie ciało ludzkie przyjmuje trzy pozycje: stojącą, siedzącą i leżącą. Stojąca postać ludzka jest najcięższa do oddania w rzeźbie: kamień nie jest tak wytrzymały, jak kości, i stojąca postać nie mogłaby się utrzymać w pionie. Rzeźba antyczna rozwiązuje ten problem przez dodanie udrapowanej materii w dolnej części korpusu; artyści nowożytni najczęściej opierają człowieka na kolumnie czy konarze. Jak twierdził Moore, „z siedzącą lub leżąca postacią nie ma tego problemu. A pomiędzy nimi jest wiele wariacji, tak by zająć całe życie rzeźbiarza. Gdyby ktoś mi powiedział, że od teraz powinienem rzeźbić tylko siedzące figury, w ogóle bym się nie przejął takim ograniczeniem”. Artysta uważał także, że leżąca poza daje najwięcej swobody, zarówno pod względem kompozycji, jak i przestrzeni. „Siedząca figura musi mieć miejsce, na którym siedzi. Niemożliwe jest uwolnienie jej od piedestału. Spoczywająca figura może spoczywać na jakiejkolwiek powierzchni. Jest wyzwolona i stabilna w tym samym czasie. Pasuje to do mojego przekonania, że rzeźba powinna być permanentna, powinna przetrwać wieczność”.

## Rysunki
Rysunki Moore’a tematycznie zbliżone są do jego rzeźby. Przedstawiają one głównie postać ludzką, także w najbardziej typowej dla Moore’a pozie odpoczywającego człowieka. Jego szkice, podobnie jak rzeźba, także wkraczają na drogę abstrakcji, co jest szczególnie widoczne w pracach z lat 40.

## Niektóre prace
- Postać spoczywająca
- Król i królowa
- Leżąca postać
- cykl rysunków wojennych
- Energia atomowa

## Polonica
W roku 1958 Henry Moore przyjechał do Polski, zaproszony, jako przewodniczący, do zespołu oceniającego wyniki konkursu na pomnik ofiar hitleryzmu w Oświęcimiu i Brzezince.